# Abecedarianos
Os abecedarianos foram uma seita cristã alemã do século XVI que defendia o analfabetismo. O ponto principal de sua doutrina era o fato de que todo o conhecimento humano, inclusive o alfabeto (cujas primeiras letras deram nome ao grupo: abc) é desnecessário e supérfluo. Para os abecedarianos, somente o conhecimento das Escrituras é útil ao homem, assim mesmo quando realizado através de comunicação direta com o Espírito Santo, nunca pela leitura.